# Magazinkasten

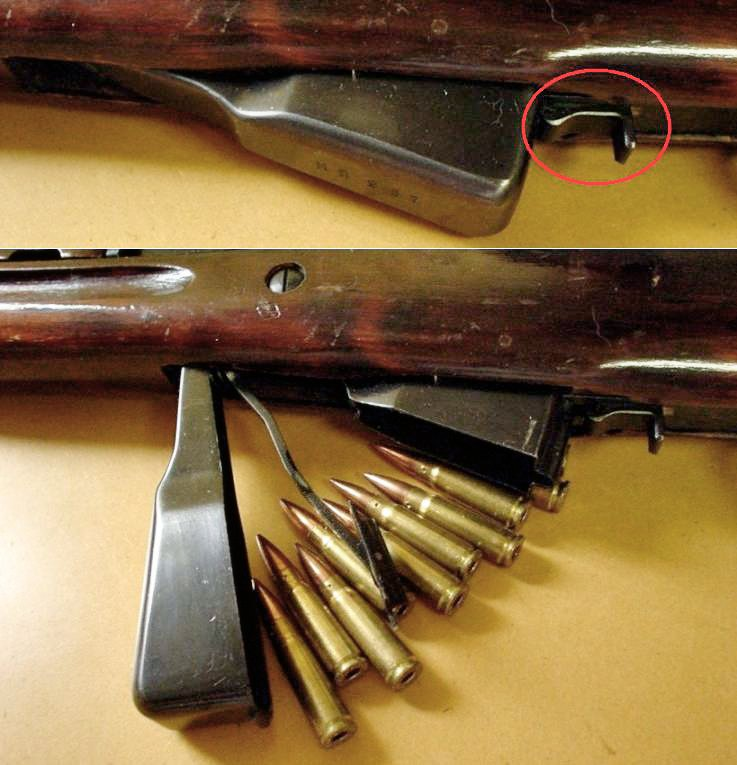
Nach unten geöffneter Magazinboden eines SKS

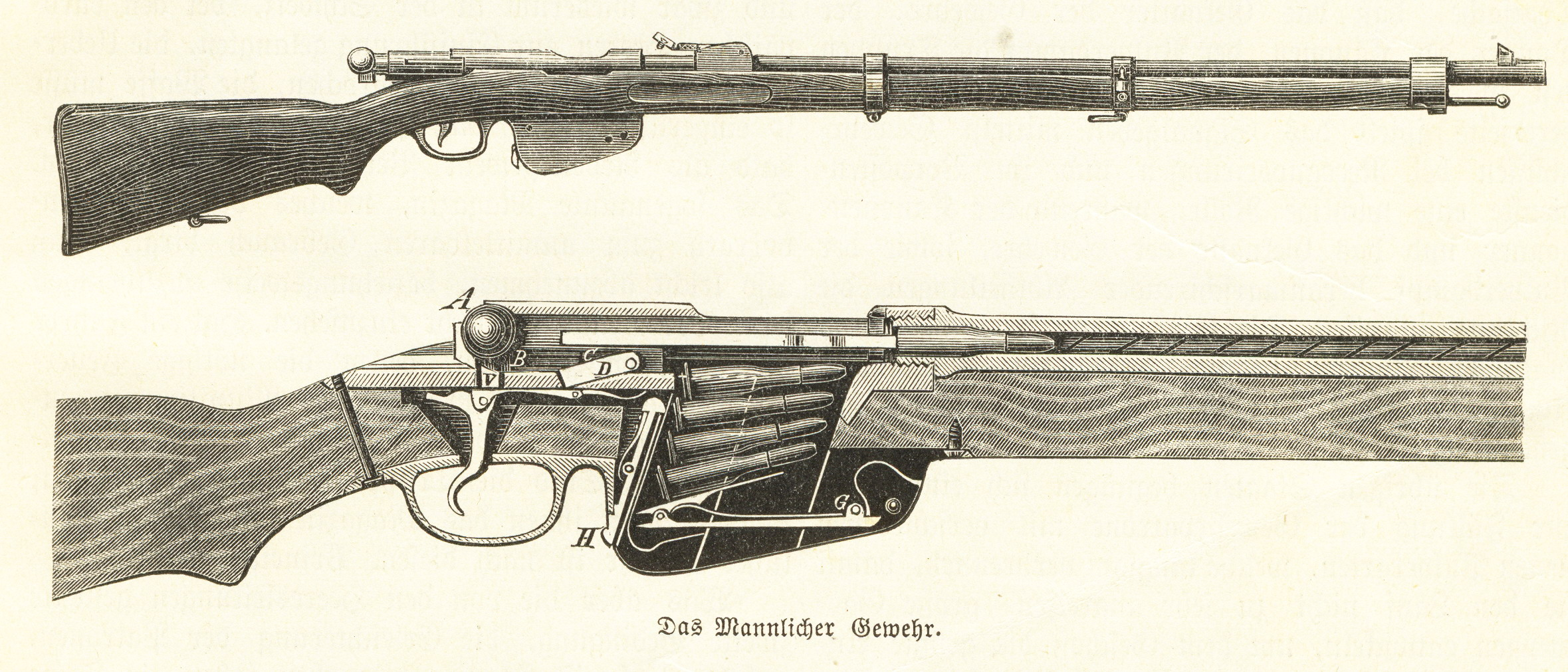
Magazinkasten eines Mannlicher-Gewehrs (Schnittbild)

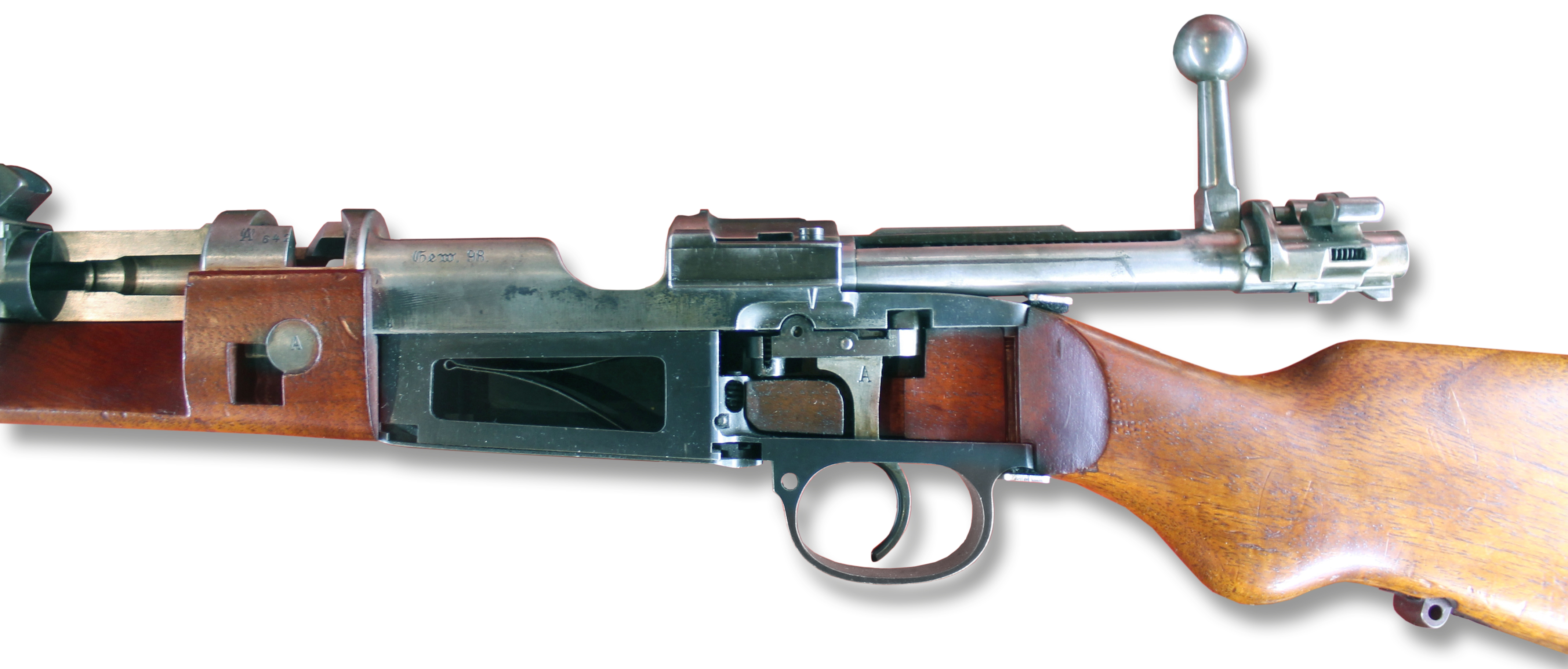
Magazinkasten des Mauser Mod.98 (Schnittmodell)

Der Magazinkasten ist im Gegensatz zum Magazin (Waffentechnik) kein waffenexterner Behälter für Munition, sondern konstruktiv in die Waffe integriert. Dabei ist der Magazinkasten, als eigenes Bauteil, meist mittels der Abzugsbügeleinheit mit der Systemhülse verbunden und von außen fast unsichtbar im Gewehrschaft eingebettet. Er dient der Aufnahme und Zuführung von Munition, bei meist älteren Mehrlader- und Selbstladegewehren, unter anderem bei Mauser Modell 98 oder beim M1 Garand.
Häufig wurden Magazinkästen mit sog. Spring-Auf-Deckeln versehen, um das Entnehmen nicht verwendeter Munition zu erleichtern. Dazu hat der Magazinkasten einen separaten, am vorderen Teil in einem Scharnier gelagerten Deckel, der im hinteren Teil mit einer Arretierung versehen ist.
Im Allgemeinen ist die Magazinfeder am unteren Ende mit dem Magazinkastenboden, resp. dem Magazinkastendeckel verbunden. Am oberen Ende der Magazinfeder ist der Zubringer montiert, der die Patronen mittels Federkraft nach oben befördert. Geladen werden Magazinkästen von oben, mittels sog. Ladestreifen, Laderahmen oder einzeln durch entsprechende Aussparungen in der Systemhülse.